# Reprezentacja Szwajcarii w piłce siatkowej kobiet

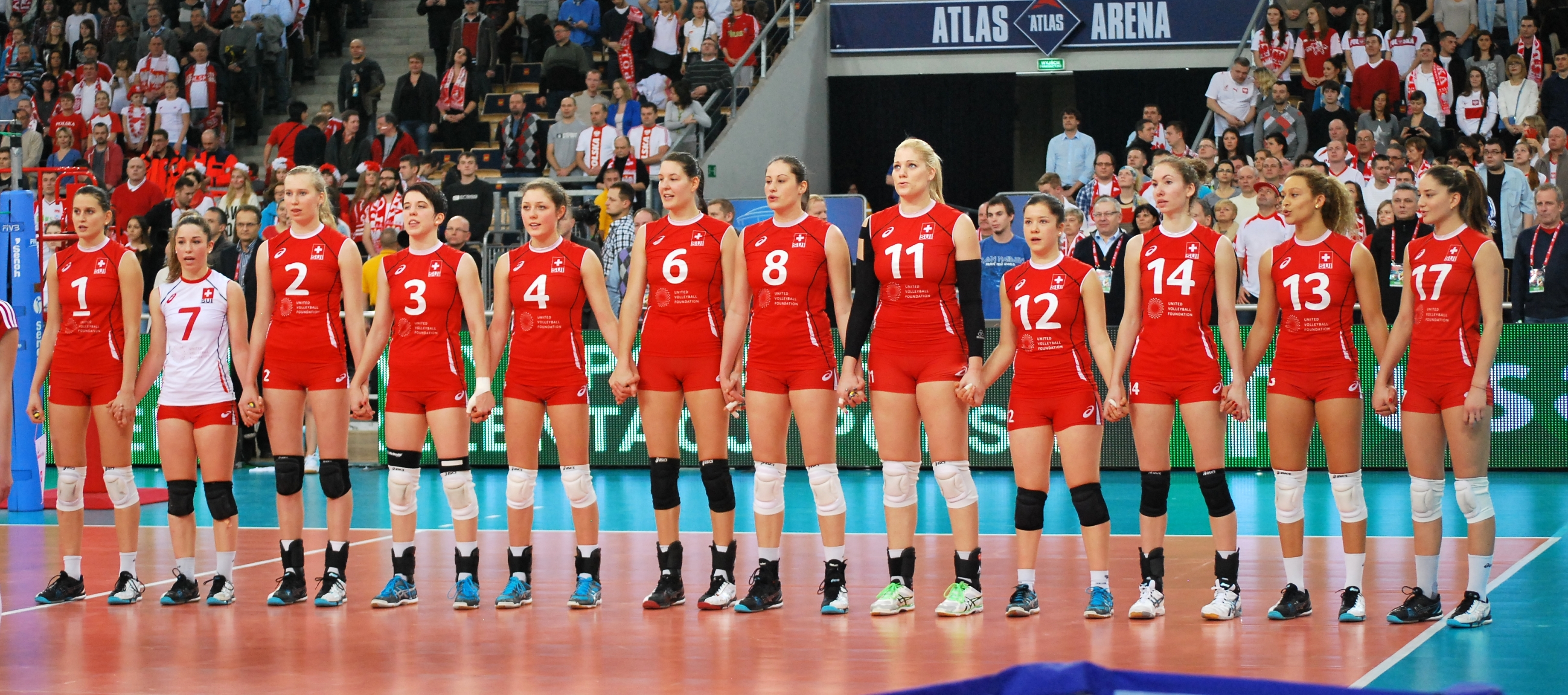
Reprezentantki Szwajcarii w kwalifikacjach do Mistrzostwach Świata 2014 rozgrywanych w Łodzi

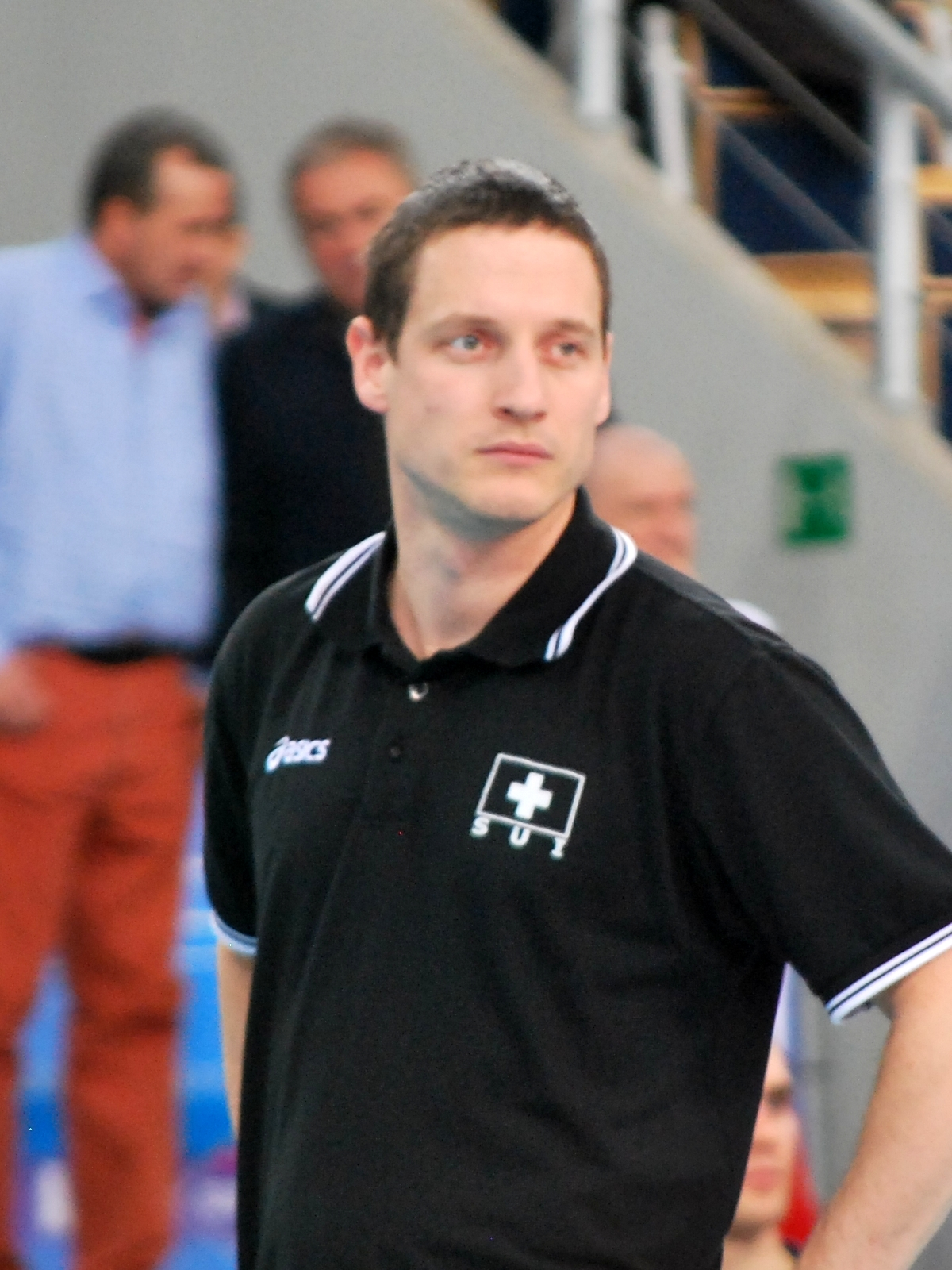
Timo Lippuner trenerem reprezentacji Szwajcarii w kwalifikacjach do Mistrzostwach Świata 2014 rozgrywanych w Łodzi

Reprezentacja Szwajcarii w piłce siatkowej kobiet – narodowa reprezentacja tego kraju, reprezentująca go na arenie międzynarodowej.
Największym sukcesem reprezentantek Szwajcarii było wywalczenie 12. miejsca Mistrzostw Europy na turnieju w 1971 roku.

## Udział i miejsca w imprezach

### Mistrzostwa Europy
| Rok  | Kraj               | Miejsce      |
| ---- | ------------------ | ------------ |
| 1949 | Czechosłowacja     | brak udziału |
| 1950 | Bułgaria           | brak udziału |
| 1951 | Francja            | brak udziału |
| 1955 | Rumunia            | brak udziału |
| 1958 | Czechosłowacja     | brak udziału |
| 1963 | Rumunia            | brak udziału |
| 1967 | Turcja             | 13. miejsce  |
| 1971 | Włochy             | 12. miejsce  |
| 1975 | Jugosławia         | brak udziału |
| 1977 | Finlandia          | brak udziału |
| 1979 | Francja            | brak udziału |
| 1981 | Bułgaria           | brak udziału |
| 1983 | NRD                | brak udziału |
| 1985 | Holandia           | brak udziału |
| 1987 | Belgia             | brak udziału |
| 1989 | Niemcy             | brak udziału |
| 1991 | Włochy             | brak udziału |
| 1993 | Czechy             | brak udziału |
| 1995 | Holandia           | brak udziału |
| 1997 | Czechy             | brak udziału |
| 1999 | Włochy             | brak udziału |
| 2001 | Bułgaria           | brak udziału |
| 2003 | Turcja             | brak udziału |
| 2005 | Chorwacja          | brak udziału |
| 2007 | Belgia/ Luksemburg | brak udziału |
| 2009 | Polska             | brak udziału |
| 2011 | Serbia/ Włochy     | brak udziału |
| 2013 | Niemcy/ Szwajcaria | 14. miejsce  |

### Volley Masters Montreux
| Rok  | Miasto   | Miejsce      |
| ---- | -------- | ------------ |
| 1988 | Montreux | ?            |
| 1989 | Montreux | ?            |
| 1990 | Montreux | ?            |
| 1991 | Montreux | 8. miejsce   |
| 1992 | Montreux | 8. miejsce   |
| 1993 | Montreux | 4. miejsce   |
| 1994 | Montreux | 8. miejsce   |
| 1995 | Montreux | 7. miejsce   |
| 1996 | Montreux | 7. miejsce   |
| 1998 | Montreux | brak udziału |
| 1999 | Montreux | brak udziału |
| 2000 | Montreux | brak udziału |
| 2001 | Montreux | brak udziału |
| 2002 | Montreux | brak udziału |
| 2003 | Montreux | brak udziału |
| 2004 | Montreux | brak udziału |
| 2005 | Montreux | brak udziału |
| 2006 | Montreux | brak udziału |
| 2007 | Montreux | brak udziału |
| 2008 | Montreux | brak udziału |
| 2009 | Montreux | brak udziału |
| 2010 | Montreux | brak udziału |
| 2011 | Montreux | brak udziału |
| 2013 | Montreux | 7. miejsce   |
| 2014 | Montreux | 7. miejsce   |
| 2015 | Montreux | brak udziału |
| 2016 | Montreux | 7. miejsce   |
| 2017 | Montreux | 7. miejsce   |
| 2018 | Montreux | 8. miejsce   |
| 2019 | Montreux | 8. miejsce   |